# Алексейс Вішняковс
Алексейс Вішняковс, інколи Олексій Вишняков (латис. Aleksejs Višņakovs; 3 лютого 1984, Рига) — латвійський футболіст, півзахисник і нападник збірної Латвії.

## Клубна кар'єра
Вихованець футбольного клубу «Сконто» (тренери — Володимир Бєляєв та Яніс Дрейманіс). Будучи перспективним гравцем, у 2001 році Олексія було залучено в основну команду рижан головним тренером колективу Александрсом Старковсом. Закріпитися у складі команди Вішняковс не зумів і, провівши у складі рижан лише дві гри, перейшов до іншого ризького клубу — «Ауда», який виступав у другому дивізіоні. У складі «зелено-чорних» Вішняковс провів 20 зустрічей, забивши один гол. Після закінчення сезону повернувся до «Сконто».

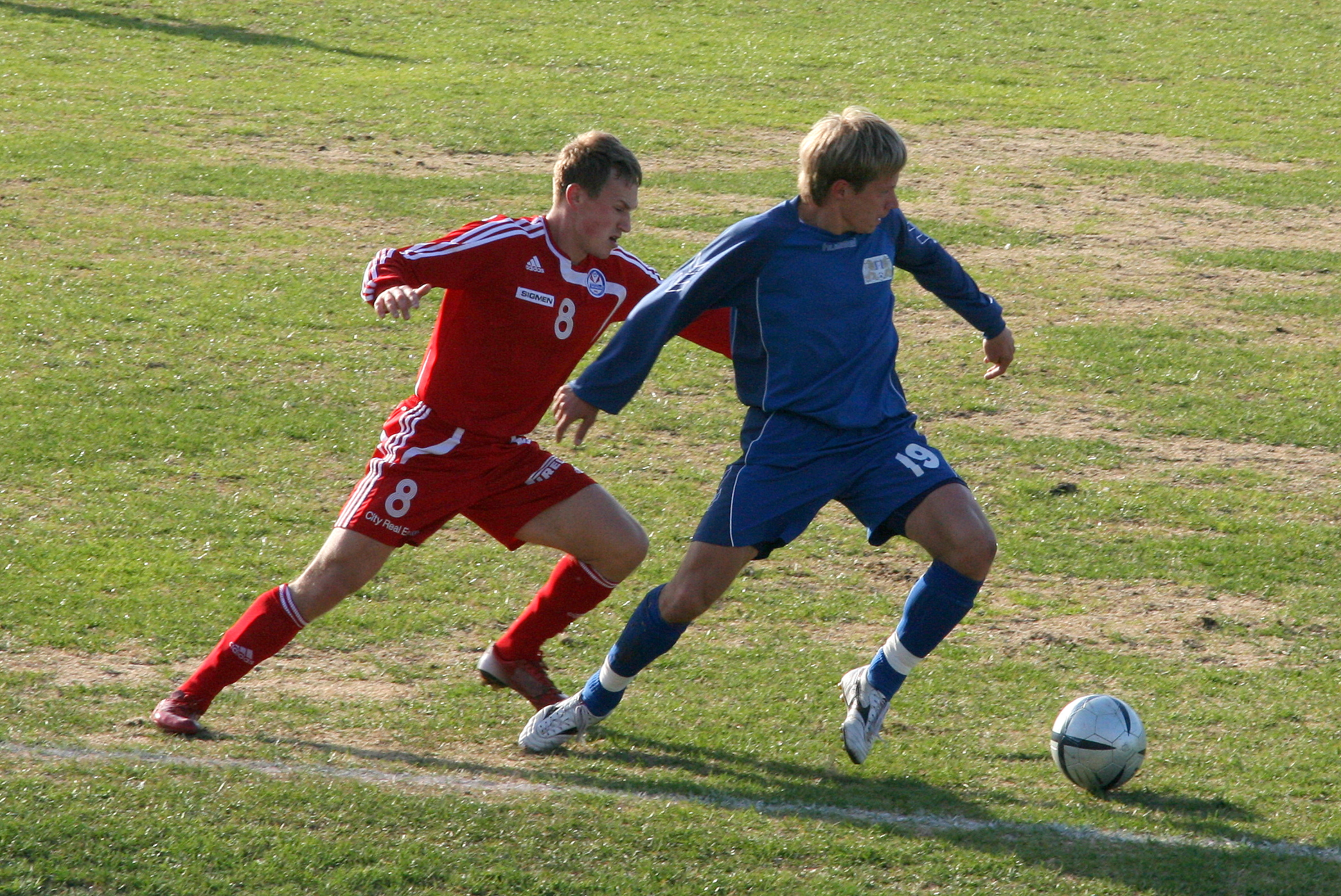
Вішняковс (ліворуч) у складі «Сконто». 2007 рік.

За шість років у клубі футболіст добре зарекомендував себе як гравець основного складу. Загалом за рижан він провів 141 зустріч, у яких 32 рази вражав ворота противників. Разом із командою тричі ставав чемпіоном країни у 2001, 2003 та 2004 роках, а також володарем Кубка Латвії у 2001 році.
13 лютого 2009 року уклав контракт з іншим клубом Вищої ліги Латвії «Вентспілсом». У складі «жовто-синіх» Вішняковс провів два сезони. Усього за команду виступав у 43 зустрічах, забивши 16 голів. Брав участь у іграх групового етапу ліги Європи УЄФА, де провів п'ять зустрічей, а також став переможцем щорічного розіграшу турніру «Балтійська ліга».
У січні 2011 року Олексій поповнив лави клубу російської Прем'єр-ліги «Спартак» з Нальчика. Угода з гравцем була розрахована на два з половиною роки, але після приходу в клуб нового головного тренера Володимира Ештрекова латвійця відпустили з команди, за яку він так і не зіграв жодного матчу.
Незабаром після уходу з Нальчика футболіст уклав контракт із клубом вищої ліги Польщі «Краковія». Угода була розрахована на два з половиною роки. У Екстракласі Алексейс провів 37 зустрічей, забивши чотири голи, але це не врятувало «Краковію» від вибуття в першу лігу польського футболу. Після закінчення першості контракт з гравцем був розірваний за взаємною згодою сторін, і Вішняковс залишив розташування клубу.
У липні 2012 року гравець був близьким до підписання контракту з клубом вищої ліги Латвії «Спартак» з Юрмали, але трансфер не відбувся. У результаті 11 серпня він приєднався до клубу російської першої ліги «Балтика», уклавши з клубом річний контракт. Провівши у складі калінінградців 17 зустрічей, у яких він двічі відзначився голами, Вішняковс розірвав контракт із клубом за взаємною згодою сторін. Після чого ним було підписано короткострокову угоду з юрмалінським «Спартаксом».
У серпні 2013 року Вишняков уклав річний контракт із клубом вищої ліги Польщі «Відзевом». Перший і єдиний гол за команду забив 31 серпня у грі чемпіонату країни проти «Ягеллонії». Алексейс 23 рази з'являвся на полі у футболці «Відзева» протягом сезону.
9 серпня 2014 року Вішняковс підписав контракт терміном на один рік з молдавським клубом «Зімбру». Через фінансові проблеми клубу він відіграв там лише половину сезону та повернувся до Латвії, приєднавшись до свого першого клубу «Сконто». Після вильоту «Сконто» з Прем'єр-ліги вирішив продовжити кар'єру в іншому ризькому клубі — РФШ, а у 2018 році знову грав за «Спартакс» (Юрмала).
Протягом сезону 2019 року Вішняковс грав за «Ригу», а завершив ігрову кар'єру у команді «Супер Нова», за яку виступав протягом 2020 року.

## Кар'єра у збірній
У складі молодіжної збірної Латвії провів двадцять зустрічей, забивши чотири м'ячі.
У складі національної збірної Латвії дебютував на запрошення 1 грудня 2004 року в товариському матчі проти збірної Оману. Перший гол у складі збірної забив через два місяці в товариському матчі проти збірної Австрії. Окрім офіційних зустрічей, Алексейс також взяв участь у грі проти молодіжної збірної Німеччини, яка відбулася 28 лютого 2006 року та закінчилася перемогою латишів з рахунком 2:1, але цей матч не включений до реєстру офіційних ігор ФІФА.
Загалом протягом кар'єри в національній команді, яка тривала 15 років, провів у її формі 81 матч, забивши 9 голів.

## Особисте життя
Молодший брат Едуардс також був футболістом, нападник, грав за збірну Латвії. Дружина — Марина, від якої має два сини- Аланс та Марко.

## Статистика виступів

### Клубна
Станом на 17 вересня 2017
| Команда           | Сезон   | Чемпіонат | Чемпіонат | Чемпіонат | Кубок | Кубок | Єврокубки | Єврокубки | Всього | Всього |
| Команда           | Сезон   | Див.      | Ігри      | Голи      | Ігри  | Голи  | Ігри      | Голи      | Ігри   | Голи   |
| ----------------- | ------- | --------- | --------- | --------- | ----- | ----- | --------- | --------- | ------ | ------ |
| Сконто            | 2001    | I         | 2         | 0         | 1     | 0     | 0         | 0         | 3      | 0      |
| Сконто            | Всього  | Всього    | 2         | 0         | 1     | 0     | 0         | 0         | 3      | 0      |
| Ауда              | 2001    | II        | 20        | 1         | ?     | 0     | 0         | 0         | 20     | 1      |
| Ауда              | Всього  | Всього    | 20        | 1         | ?     | 0     | 0         | 0         | 20     | 1      |
| Сконто            | 2003    | I         | 15        | 4         | 4     | 4     | 0         | 0         | 19     | 8      |
| Сконто            | 2004    | I         | 22        | 3         | 4     | 1     | 3         | 1         | 29     | 5      |
| Сконто            | 2005    | I         | 26        | 7         | 3     | 0     | 2         | 0         | 31     | 7      |
| Сконто            | 2006    | I         | 27        | 8         | 3     | 1     | 4         | 0         | 34     | 9      |
| Сконто            | 2007    | I         | 28        | 7         | 3     | 0     | 2         | 0         | 33     | 7      |
| Сконто            | 2008    | I         | 23        | 3         | 3     | 0     | 0         | 0         | 26     | 3      |
| Сконто            | Всього  | Всього    | 141       | 32        | 20    | 6     | 11        | 1         | 172    | 39     |
| Вентспілс         | 2009    | I         | 24        | 8         | 0     | 0     | 8         | 0         | 32     | 8      |
| Вентспілс         | 2010    | I         | 18        | 6         | 1     | 0     | 2         | 0         | 21     | 6      |
| Вентспілс         | Всього  | Всього    | 42        | 14        | 1     | 0     | 10        | 0         | 53     | 14     |
| Краковія          | 2010/11 | I         | 14        | 3         | 0     | 0     | 0         | 0         | 14     | 3      |
| Краковія          | 2011/12 | I         | 23        | 1         | 2     | 1     | 0         | 0         | 25     | 2      |
| Краковія          | Всього  | Всього    | 37        | 4         | 2     | 1     | 0         | 0         | 39     | 5      |
| Балтика           | 2012/13 | II        | 17        | 2         | 1     | 0     | 0         | 0         | 18     | 2      |
| Балтика           | Всього  | Всього    | 17        | 2         | 1     | 0     | 0         | 0         | 18     | 2      |
| Спартакс (Юрмала) | 2013    | I         | 4         | 1         | 1     | 1     | 0         | 0         | 5      | 2      |
| Спартакс (Юрмала) | Всього  | Всього    | 4         | 1         | 1     | 1     | 0         | 0         | 5      | 2      |
| Відзев            | 2013/14 | I         | 23        | 1         | 1     | 0     | 0         | 0         | 24     | 1      |
| Відзев            | Всього  | Всього    | 23        | 1         | 1     | 0     | 0         | 0         | 24     | 1      |
| Зімбру            | 2014/15 | I         | 12        | 1         | 0     | 0     | 2         | 0         | 14     | 1      |
| Зімбру            | Всього  | Всього    | 12        | 1         | 0     | 0     | 2         | 0         | 14     | 1      |
| Сконто            | 2015    | I         | 20        | 3         | 1     | 0     | 4         | 0         | 25     | 3      |
| Сконто            | Всього  | Всього    | 20        | 3         | 1     | 0     | 4         | 0         | 25     | 3      |
| РФШ               | 2016    | I         | 26        | 2         | 3     | 0     | 0         | 0         | 29     | 2      |
| РФШ               | 2017    | I         | 25        | 2         | 3     | 2     | 0         | 0         | 28     | 4      |
| РФШ               | Всього  | Всього    | 51        | 4         | 6     | 2     | 0         | 0         | 57     | 6      |
| Загалом           | Загалом | Загалом   | 369       | 63        | 34    | 10    | 27        | 1         | 430    | 74     |

### У збірній
| Дата       | Місто                  | Господарі            | Результат               | Гості             | Турнір                               | Голи | Примітки  |
| ---------- | ---------------------- | -------------------- | ----------------------- | ----------------- | ------------------------------------ | ---- | --------- |
| 1-12-2004  | Ріффа                  | Оман                 | 3 – 2                   | Латвія            | Кубок Прем'єр-міністра               | -    |           |
| 3-12-2004  | Ріффа                  | Бахрейн              | 2 – 2 д.ч. (4 - 2 п.п.) | Латвія            | Кубок Прем'єр-міністра               | -    | 82'       |
| 8-2-2005   | Нікосія                | Фінляндія            | 2 – 1                   | Латвія            | Кубок Кіпрської футбольної асоціації | -    | 64'       |
| 9-2-2005   | Лімасол                | Австрія              | 1 – 1                   | Латвія            | Кубок Кіпрської футбольної асоціації | 1    | 46'       |
| 21-5-2005  | Каунас                 | Литва                | 2 – 0                   | Латвія            | Балтійський кубок                    | -    |           |
| 4-6-2005   | Санкт-Петербург        | Росія                | 2 – 0                   | Латвія            | Відбір до ЧС 2006                    | -    |           |
| 8-10-2005  | Рига                   | Латвія               | 2 – 2                   | Японія            | товариський матч                     | -    | 46'       |
| 12-10-2005 | Порту                  | Португалія           | 3 – 0                   | Латвія            | Відбір до ЧС 2006                    | -    | 57'       |
| 12-11-2005 | Мінськ                 | Білорусь             | 3 – 1                   | Латвія            | товариський матч                     | 1    | 56'       |
| 24-12-2005 | Пханг Нга              | Таїланд              | 1 – 1                   | Латвія            | Кубок Короля Таїланду                | -    | 75'       |
| 26-12-2005 | Пхукет                 | Північна Корея       | 1 – 1                   | Латвія            | Кубок Короля Таїланду                | -    | 46'       |
| 28-12-2005 | Пхукет                 | Оман                 | 1 – 2                   | Латвія            | Кубок Короля Таїланду                | -    | 46'       |
| 30-12-2005 | Пхукет                 | Північна Корея       | 1 – 2                   | Латвія            | Кубок Короля Таїланду                | -    | 52'       |
| 28-5-2006  | Іст-Гартфорд           | США                  | 1 – 0                   | Латвія            | товариський матч                     | -    | 70'       |
| 2-9-2006   | Рига                   | Латвія               | 0 – 1                   | Швеція            | Відбір до ЧЄ 2008                    | -    | 87'       |
| 6-9-2006   | Есперанж               | Люксембург           | 0 – 0                   | Латвія            | товариський матч                     | -    | 21' 70'   |
| 7-10-2006  | Рига                   | Латвія               | 4 – 0                   | Ісландія          | Відбір до ЧЄ 2008                    | 1    | 46'       |
| 11-10-2006 | Белфаст                | Північна Ірландія    | 1 – 0                   | Латвія            | Відбір до ЧЄ 2008                    | -    | 85'       |
| 6-2-2007   | Ларнака                | Болгарія             | 2 – 0                   | Латвія            | Кубок Кіпрської футбольної асоціації | -    |           |
| 7-2-2007   | Лімасол                | Угорщина             | 2 – 0                   | Латвія            | Кубок Кіпрської футбольної асоціації | -    | 86'       |
| 28-3-2007  | Вадуц                  | Ліхтенштейн          | 1 – 0                   | Латвія            | Відбір до ЧЄ 2008                    | -    |           |
| 22-8-2007  | Рига                   | Латвія               | 1 – 2                   | Молдова           | товариський матч                     | -    | 65'       |
| 12-9-2007  | Ов'єдо                 | Іспанія              | 2 – 0                   | Латвія            | Відбір до ЧЄ 2008                    | -    | 69'       |
| 13-10-2007 | Рейк'явік              | Ісландія             | 2 – 4                   | Латвія            | Відбір до ЧЄ 2008                    | -    | 90+2'     |
| 17-10-2007 | Копенгаген             | Данія                | 3 – 1                   | Латвія            | Відбір до ЧЄ 2008                    | -    | 78'       |
| 17-11-2007 | Рига                   | Латвія               | 4 – 1                   | Ліхтенштейн       | Відбір до ЧЄ 2008                    | 1    | 82'       |
| 21-11-2007 | Стокгольм              | Швеція               | 2 – 1                   | Латвія            | Відбір до ЧЄ 2008                    | -    | 43'       |
| 6-2-2008   | Тбілісі                | Грузія               | 3 – 1                   | Латвія            | товариський матч                     | -    | 21' 46'   |
| 26-3-2008  | Андорра-ла-Велья       | Андорра              | 0 – 3                   | Латвія            | товариський матч                     | -    | 58'       |
| 30-5-2008  | Рига                   | Латвія               | 1 – 0                   | Естонія           | Балтійський кубок                    | -    | 78'       |
| 10-9-2008  | Рига                   | Латвія               | 0 – 2                   | Греція            | Відбір до ЧС 2010                    | -    | 79'       |
| 11-10-2008 | Санкт-Галлен           | Швейцарія            | 2 – 1                   | Латвія            | Відбір до ЧС 2010                    | -    | 81'       |
| 15-10-2008 | Рига                   | Латвія               | 1 – 1                   | Ізраїль           | Відбір до ЧС 2010                    | -    | 74'       |
| 12-11-2008 | Таллінн                | Естонія              | 1 – 1                   | Латвія            | товариський матч                     | -    | 62'       |
| 11-2-2009  | Лімасол                | Вірменія             | 0 – 0                   | Латвія            | товариський матч                     | -    | 60'       |
| 28-3-2009  | Люксембург             | Люксембург           | 0 – 4                   | Латвія            | Відбір до ЧС 2010                    | 1    | 66'       |
| 4-6-2011   | Рига                   | Латвія               | 0 – 1                   | Ізраїль           | Відбір до ЧЄ 2012                    | -    | 71'       |
| 2-9-2011   | Тбілісі                | Грузія               | 0 – 1                   | Латвія            | Відбір до ЧЄ 2012                    | -    |           |
| 6-9-2011   | Рига                   | Латвія               | 1 – 1                   | Греція            | Відбір до ЧЄ 2012                    | -    | 83'       |
| 7-10-2011  | Рига                   | Латвія               | 2 – 0                   | Мальта            | Відбір до ЧЄ 2012                    | 1    |           |
| 11-10-2011 | Рієка                  | Хорватія             | 2 – 0                   | Латвія            | Відбір до ЧЄ 2012                    | -    | 88'       |
| 22-5-2012  | Клагенфурт-ам-Вертерзе | Латвія               | 0 – 1                   | Польща            | товариський матч                     | -    | 73'       |
| 1-6-2012   | Виру                   | Латвія               | 5 – 0                   | Литва             | Балтійський кубок                    | 1    | 78'       |
| 3-6-2012   | Виру                   | Латвія               | 1 – 1 д.ч. (5 - 3 п.п.) | Фінляндія         | Балтійський кубок                    | -    | 45' 77'   |
| 15-8-2012  | Подгориця              | Чорногорія           | 2 – 0                   | Латвія            | товариський матч                     | -    | 63'       |
| 7-9-2012   | Рига                   | Латвія               | 1 – 2                   | Греція            | Відбір до ЧС 2014                    | -    | 75'       |
| 11-9-2012  | Зениця                 | Боснія і Герцеговина | 4 – 1                   | Латвія            | Відбір до ЧС 2014                    | -    | 61'       |
| 12-10-2012 | Братислава             | Словаччина           | 2 – 1                   | Латвія            | Відбір до ЧС 2014                    | -    |           |
| 16-10-2012 | Рига                   | Латвія               | 2 – 0                   | Ліхтенштейн       | Відбір до ЧС 2014                    | -    | 74'       |
| 6-2-2013   | Кобе                   | Японія               | 3 – 0                   | Латвія            | товариський матч                     | -    | 65'       |
| 22-3-2013  | Вадуц                  | Ліхтенштейн          | 1 – 1                   | Латвія            | Відбір до ЧС 2014                    | -    | 46'       |
| 28-5-2013  | Дуйсбург               | Латвія               | 3 – 3                   | Туреччина         | товариський матч                     | -    | 46'       |
| 5-3-2014   | Скоп'є                 | Північна Македонія   | 2 – 1                   | Латвія            | товариський матч                     | -    | 64'       |
| 29-5-2014  | Лієпая                 | Латвія               | 0 – 0 д.ч. (4 - 2 п.п.) | Естонія           | Балтійський кубок                    | -    | 64'       |
| 10-10-2014 | Рига                   | Латвія               | 0 – 3                   | Ісландія          | Відбір до ЧЄ 2016                    | -    | 81'       |
| 13-10-2014 | Рига                   | Латвія               | 1 – 1                   | Туреччина         | Відбір до ЧЄ 2016                    | -    | 45+2' 80' |
| 16-11-2014 | Амстердам              | Нідерланди           | 6 – 0                   | Латвія            | Відбір до ЧЄ 2016                    | -    | 70'       |
| 28-3-2015  | Прага                  | Чехія                | 1 – 1                   | Латвія            | Відбір до ЧЄ 2016                    | 1    | 82'       |
| 31-3-2015  | Львів                  | Україна              | 1 – 1                   | Латвія            | товариський матч                     | -    | 60'       |
| 12-6-2015  | Рига                   | Латвія               | 0 – 2                   | Нідерланди        | Відбір до ЧЄ 2016                    | -    | 75'       |
| 3-9-2015   | Конья                  | Туреччина            | 1 – 1                   | Латвія            | Відбір до ЧЄ 2016                    | -    |           |
| 6-9-2015   | Рига                   | Латвія               | 1 – 2                   | Чехія             | Відбір до ЧЄ 2016                    | -    | 29'       |
| 10-10-2015 | Рейк'явік              | Ісландія             | 2 – 2                   | Латвія            | Відбір до ЧЄ 2016                    | -    | 65'       |
| 13-10-2015 | Рига                   | Латвія               | 0 – 1                   | Казахстан         | Відбір до ЧЄ 2016                    | -    | 72'       |
| 13-11-2015 | Белфаст                | Північна Ірландія    | 1 – 0                   | Латвія            | товариський матч                     | -    | 59'       |
| 25-3-2016  | Трнава                 | Словаччина           | 0 – 0                   | Латвія            | товариський матч                     | -    | 58'       |
| 29-3-2016  | Гібралтар              | Гібралтар            | 0 – 5                   | Латвія            | товариський матч                     | 1    | 11'       |
| 1-6-2016   | Лієпая                 | Латвія               | 2 – 1                   | Литва             | Балтійський кубок                    | -    | 46'       |
| 4-6-2016   | Таллінн                | Естонія              | 0 – 0                   | Латвія            | Балтійський кубок                    | -    | 46'       |
| 2-9-2016   | Рига                   | Латвія               | 3 – 1                   | Люксембург        | товариський матч                     | -    | 67'       |
| 6-9-2016   | Андорра-ла-Велья       | Андорра              | 0 – 1                   | Латвія            | Відбір до ЧС 2018                    | -    |           |
| 7-10-2016  | Рига                   | Латвія               | 0 – 2                   | Фарерські острови | Відбір до ЧС 2018                    | -    |           |
| 10-10-2016 | Рига                   | Латвія               | 0 – 2                   | Угорщина          | Відбір до ЧС 2018                    | -    | 57'       |
| 13-11-2016 | Фару                   | Португалія           | 4 – 1                   | Латвія            | Відбір до ЧС 2018                    | -    | 79'       |
| 25-3-2017  | Женева                 | Швейцарія            | 1 – 0                   | Латвія            | Відбір до ЧС 2018                    | -    | 56'       |
| 28-3-2017  | Тбілісі                | Грузія               | 5 – 0                   | Латвія            | товариський матч                     | -    | 46'       |
| 31-8-2017  | Будапешт               | Угорщина             | 3 – 1                   | Латвія            | Відбір до ЧС 2018                    | -    | 72'       |
| 7-10-2017  | Торсгавн               | Фарерські острови    | 0 – 0                   | Латвія            | Відбір до ЧС 2018                    | -    | 66'       |
| 10-10-2017 | Рига                   | Латвія               | 4 – 0                   | Андорра           | Відбір до ЧС 2018                    | -    | 65'       |
| 5-6-2018   | Вільнюс                | Литва                | 1 – 1                   | Латвія            | Балтійський кубок                    | -    | 81'       |
| 9-6-2018   | Лієпая                 | Латвія               | 1 – 3                   | Азербайджан       | товариський матч                     | -    | 69'       |
| Усього     |                        | Матчів               | 80                      |                   | Голів                                | 9    |           |

## Досягнення

### Командні
«Сконто»
- Чемпіон Вищої ліги Латвії (3): 2001, 2003, 2004.
- Володар срібних медалей Вищої ліги Латвії (2): 2005, 2015 .
- Володар Кубка Латвії : 2001 .
- Володар срібних медалей Балтійської ліги: 2008.

 «Вентспілс»
- Володар срібних медалей Вищої ліги Латвії (2): 2009, 2010 .
- Чемпіон Балтійської ліги : 2009/2010.

 Збірна Латвії
- Володар Балтійського кубка (4): 2008, 2012, 2014, 2016.
- Фіналіст Балтійського кубка: 2005.

### Особисті
- Найкращий молодий футболіст Латвії: 2004, 2005.